# ホワット・メイクス・ユー・ビューティフル
「ホワット・メイクス・ユー・ビューティフル」（英: What Makes You Beautiful）は、イギリスのボーイ・バンドであるワン・ダイレクションの楽曲。サヴァン・コテチャとプロデューサーのラミ・ヤコブによって制作され、デビュー・シングルとして2011年9月11日にリリースされた。楽曲は2011年のデビュー・アルバム『アップ・オール・ナイト』のリード曲となった。アップテンポのパワー・ポップで、ギターをベースとしたコーラスとリフが特徴的である。
シングルは複数の国のチャートで1位を獲得するなど、世界的にヒットした。Billboard Hot 100では最高4位、全英シングルチャートでは1位を獲得した。2012年のブリット・アワードではシングル・オブ・ザ・イヤーを受賞した。ジョン・アルバノが監督を務めたミュージック・ビデオは2011年8月19日にYouTubeで公開された。ミュージック・ビデオではワン・ダイレクションのメンバーがカリフォルニア州マリブのビーチで過ごす様子が描かれている。2012年のMTVビデオ・ミュージック・アワードでは3つの部門で受賞した。この楽曲は音楽評論家からも高い評価を受けている。

## 背景と制作
「ホワット・メイクス・ユー・ビューティフル」はサヴァン・コテチャとカール・フォークが制作し、ラミ・ヤコブとフォークがプロデュースした。楽器演奏はヤコブとフォークが担当した。セルバン・ゲネアがミキシング、トム・コインがマスタリング、ジョン・ヘインズがミックスエンジニアリングを担当し、フィル・シーフォードがアシスタントを務めた。コテチャは、この楽曲は元々自身の妻のために書いたものであることや、楽曲の核となる部分は2日で書き上げ、その後スタジオで2週間微調整を続けたことを明かした。
スウェーデンのストックホルムにあるコスモス・スタジオとキングレット・スタジオで録音し、メンバーはデビュー・シングルとして自信をもってリリースできる楽曲ができたことに安堵した。メンバーのリアム・ペインはこの曲は「完璧」であるとし、ハリー・スタイルズは「スタジオで録音していた時、この曲を1作目のシングルにしたいとすぐに思った」と述べた。スタイルズはMTVニュースに対し、「僕たちは陳腐ではない、楽しいものをリリースしたいと思った。僕たちを象徴するような曲で、見つけるのに少し時間はかかったけど、良い曲ができたと思う」と語った。さらにペインは「僕たちはいつも（シングルが）誰も予想できないものにしたいと思っていたが、聴いてみると僕たちも予想できないものだったから、ぴったりだった」と述べた。

## リリースとプロモーション
「ホワット・メイクス・ユー・ビューティフル」は2011年8月10日にBBC Radio 1で初めて公開され、9月11日にサイコ・ミュージックからヨーロッパ、オーストラリア、ニュージーランドで配信限定でリリースされた。CDシングルは9月12日にイギリスで、11月25日にオーストラリアで、12月2日にドイツでリリースされた。2012年1月31日にはカナダで配信限定でリリースされた。アメリカでは2012年2月14日にリリースされ、2月28日にコロムビア・レコードによってアメリカのコンテンポラリー・ヒット・ラジオのプレイリストに加えられた。
2012年3月13日の『アップ・オール・ナイト』の北米のリリースの際、コロムビア・レコードの幹部はシングルがリリースされたりラジオで再生されたりするよりも前に、ソーシャルメディアを通してファン層を構築することを目的としたマーケティング・キャンペーンを4か月かけて実施した。このキャンペーンでは、ファンに署名したり、自身の町でコンサートを勝ち取るための動画コンテストに参加したりするように求めた。キャンペーンは成功し、ワン・ダイレクションのアメリカにおけるFacebookのフォロワー数は4万から40万に増加した。結果的に、「ホワット・メイクス・ユー・ビューティフル」はラジオでまだ再生されていないのにもかかわらず、初週で13万1000枚以上を売り上げた。ラジオの番組制作者のもとには団からの電話が殺到した。ニュー・キッズ・オン・ザ・ブロック、バックストリート・ボーイズ、イン・シンクのマネージメントを担当したジョニー・ライトは、「彼らは今ラジオ局に電話をかけているが、ラジオ局は困惑して『まだレコードさえないのに』と言っている。まるでビートルズが帰ってきたかのようだ。私はこれは誇大広告だと思うが、全て現実だから、前向きな誇大広告だ。でっち上げられたものではない。誰も彼らの子供たちに金銭を支払っていない」と述べた。

## 音楽性
「ホワット・メイクス・ユー・ビューティフル」はエレクトロ・ポップの影響を受けており、ジャンルはパワー・ポップ、ポップ・ロック、バブルガム・ポップである。キーはE、コード進行はE–A–Bで、ボーカルの範囲はB2からG♯4までである。『ニューヨーク・タイムズ』のジェームズ・C・マッキンリー・ジュニアはこの楽曲のコード進行を「ラ・バンバ」に例えた。デジタル・スパイのロバート・コプシーは冒頭のギターリフがミュージカル『グリース』の「サマー・ナイツ」に似ていると指摘した。コプシーはP!NKの「レイズ・ユア・グラス」やマクフライの「オール・アバウト・ユー」をかけあわせたようなものだと例えた。演奏にはカウベルが用いられている。

## 評価
楽曲は音楽評論家から概ね肯定的な評価を受けた。デジタル・スパイのロバート・コプシーは星5つ中4つを与え、そのキャッチーなメロディを称賛し、「愛らしく、完全に純真で、必ず友達の間で話題を呼ぶ」と総括した。『ポップマターズ』のザカリー・ウルはこの楽曲を「着飾って踊りに行くのにぴったりの曲」と表現した。『NME』のアイルビー・マローンはこの曲が10代の聴衆を引き付けていること、コード進行が「ホームパーティにおいてアコースティックギターで演奏できるほどシンプル」であることを称賛した。『ニュースラウンド』は「楽しく、アップビートで、信じられないほどキャッチー」と述べた。オールミュージックのマシュー・チズリングは「生き生きとしていてフレッシュなティーンのラブソング」と表現し、『オール・アップ・ナイト』のベスト・トラックに選んだ。『コスモポリタン』のソフィー・ゴダードはこのシングルを「ばかばかしいほどキャッチー」と称した。『スチューデント』のジャック・マレーは星5つ中5つの評価を下し、「今年最高のポップ・シングルであるだけでなく、これまでのXファクターの出場者の中でも最高となるかもしれない」とした。『エンターテインメント・ウィークリー』のタナー・ストランスキーは「ホワット・メイクス・ユー・ビューティフル」にB+の評価をつけ、「深みはないが引き付けられる」楽曲で、ボーイ・バンドがまだ消えていないことを示す楽曲でもあると述べた。
『ビルボード』のジェイソン・リプシュッツはこの楽曲は「半端ではない」と述べ、イン・シンクの「バイ・バイ・バイ」のように「永遠に聴いていられる」と評価した。リプシュッツは「図々しいエレクトロポップの仕掛け」があると指摘した。『タイム』のステファニー・エイブラハムスは「このグループはかつてのボーイ・バンドから、若者の恋についてのバブルガムの歌詞の手掛かりを得ている — 彼らのヒットしたシングルでは『君が髪を振り払う仕草に圧倒される』と歌っている — これは親なら誰でも支持できるだろう。これは典型的なニッキー・ミナージュの歌詞とは大いに異なる」と評価した。『オブザーバー』のキティ・エンパイアは、「説得力のあるナンバー1シングルである『ホワット・メイクス・ユー・ビューティフル』を除けば、彼らの曲は大して特徴がない」と述べた。「ホワット・メイクス・ユー・ビューティフル」は2012年2月21日に開催された第32回ブリット・アワードでシングル・オブ・ザ・イヤーを受賞した。2012年のティーン・チョイス・アワードではチョイス・ミュージック：ラブソング賞を受賞した。

## チャート成績

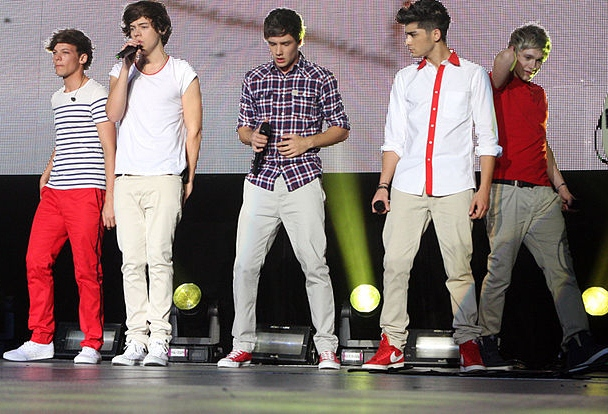
アップ・オール・ナイト・ツアーで「ホワット・メイクス・ユー・ビューティフル」を演奏するワン・ダイレクション（2012年）

「ホワット・メイクス・ユー・ビューティフル」のチャート成績は世界的に好調であった。特にアイルランドのシングルチャートでは初登場1位となり、B面の「ナ・ナ・ナ」は27位にランクインした。シングルは4週間連続でチャート1位となり、2011年の年間チャートでは14位にランクインした。イギリスでは、ソニー・ミュージックエンタテインメントのシングルとして過去最高の予約数を記録した。2011年9月18日には全英シングルチャートで1位となり、その週には15万3965枚を売り上げた。これは当時、2011年のイギリスでの初週売上としては最高記録であった。また、スコットランドのシングルチャートでも初登場1位となった。「ホワット・メイクス・ユー・ビューティフル」は54万枚を売り上げて2011年のシングル売上で20位となり、2012年5月までに21世紀のイギリスにおけるシングル売上ランキングで92位となった。イギリスでの売上はその後100万枚を突破した。
ベルギーではフランデレン地域のウルトラトップ50とワロン地域のウルトラティップの両方で初登場44位となり、最高ではそれぞれ8位と19位を記録した。フランスのシングルチャートでは計22週ランクインし、初登場83位、最高38位を記録した。フィンランドでは初登場20位、最高20位を記録した。スウェーデンのチャートであるスヴァリイェトプリストンでは初登場49位、最高29位となり、24週ランクインした。シングルは8万枚を売り上げ、スウェーデン・レコード産業協会によってクアドラプル・プラチナ認定を受けた。オーストラリアのARIAチャートでは初登場15位、最高7位を記録し、トップ20には25週ランクインした。オーストラリアでは42万枚を売り上げ、オーストラリアレコード産業協会から6倍プラチナ認定を受けた。「ナ・ナ・ナ」は2011年11月28日のチャートで84位にランクインした。ニュージーランドのシングルチャートでは初登場16位を記録し、4週目と5週目には最高2位を記録した。チャートのトップ10には11週連続でランクインした。ニュージーランドでは3万枚を売り上げ、ニュージーランド・レコード産業協会からダブル・プラチナ認定を受けた。
カナディアン・ホット100では最高7位を記録し、2012年11月にはミュージック・カナダからクアドラプル・プラチナ認定を受けた。アメリカでは2012年3月3日、Billboard Hot 100で初登場28位を記録した。デジタル・ソング・セールス・チャートでは初登場12位を記録し、初週に13万2000ダウンロードを記録した。2012年4月21日の週に最高4位を記録した。他にもメインストリーム・トップ40、アダルト・ポップ・ソングス、ホット100エアプレイのチャートで5位以内に入り、ホット・ダンス・クラブ・ソングスでは1位を記録した。この楽曲は2012年にアメリカで388万1000枚を売り上げ、デジタル・ヒストリーにおけるボーイ・バンドの楽曲史上最大となった。この楽曲は2013年2月21日にアメリカレコード協会からクアドラプル・プラチナ認定を受け、アメリカでは2016年6月までに480万枚以上を売り上げた。2012年時点で、全世界では700万枚以上を売り上げている。
メンバーのリアム・ペインが死去した2024年10月にはチャート順位が上昇し、10月25日には全英シングルチャートで23位にランクインした。

## ミュージック・ビデオ
「ホワット・メイクス・ユー・ビューティフル」のミュージック・ビデオ（MV）はジョン・アルバノが監督を務め、ステファニー・フェルナンデスが制作した。2011年7月に2日間にわたって撮影されたこのMVは、ワン・ダイレクションのメンバーがカリフォルニア州マリブのビーチで過ごし、オレンジ色のキャンピングカーを運転するシーンで始まる。楽曲の2番では3人の女性グループがビーチにいるメンバーに加わり、スタイルズのブリッジソロでは、マディソン・マクミリンという女性に向かって親密に歌う。最後のコーラスでは、バンドと女性たちが火の周りで座り、線香花火に火をつけたり写真を撮影したりする。
2011年8月19日にMVが初公開されるまでの5日間、ワン・ダイレクションはMVのティーザー予告をインターネット上に公開した。それぞれのティーザーではMVの映像と舞台裏が公開され、メンバーのうち1人がMVの初公開までの残り日数を発表した。
このMVはMUZU.TVにおける2011年のイギリスのMVの中で4番目に多く視聴された。MVはMTV Video Music Awardsで「Best Pop Video」と「Most Share-Worthy Video」の2部門で受賞し、2012年9月6日にワン・ダイレクションは「Best New Artist」部門を受賞した。
2018年11月、ワン・ダイレクションのMVで初めてYouTubeでの再生数が10億回を突破した。2020年7月23日、バンド結成10周年記念として4K版のMVが公開された。

## ライブ・パフォーマンス

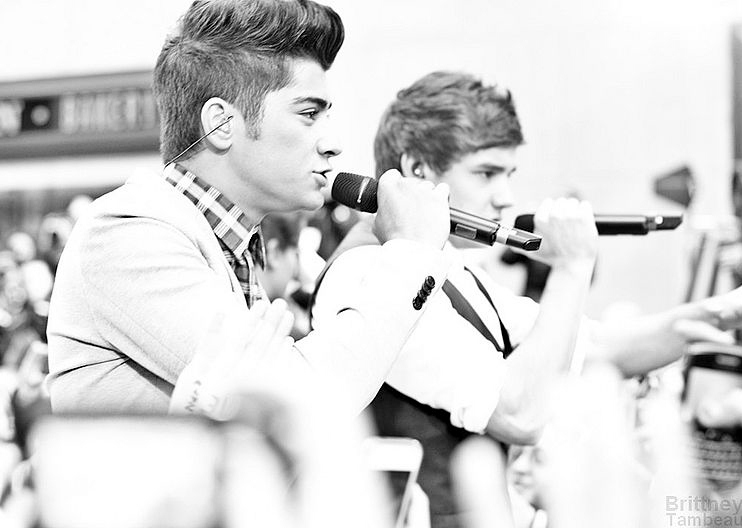
ロックフェラー・センターで「ホワット・メイクス・ユー・ビューティフル」を披露するマリクとペイン（2012年3月12日）

ワン・ダイレクションは2011年9月10日に『レッド・オア・ブラック?』で「ホワット・メイクス・ユー・ビューティフル」を初披露した。パフォーマンスは司会のアント&デックがバンドの登場が遅れるだろうと発表したことで始まる。その後、ワン・ダイレクションのメンバーがファンでいっぱいのロンドン地下鉄の車両に乗り込む動画に切り替わり、楽曲のスタジオ版が流れ始めた。地下鉄に乗っているファンにはそれぞれ別の番号が書かれたチケットが配られた。バンドとファンは地下鉄を降りてテレビ局のスタジオに向かい、楽曲の後半は生で歌唱した。楽曲が終わるとスタイルズはステージ上に降ってくる番号が書かれたチケットのうち1枚をキャッチした。番号は地下鉄から来たファンが持っているチケットの番号と対応していた。ファンのシャツの色は「レッド・オア・ブラック？」チャレンジの正解であった。10月9日のBBCラジオ1ティーン・アワードでは「ホワット・メイクス・ユー・ビューティフル」とB面の「ナ・ナ・ナ」を披露した。11月19日のテレソン『チルドレン・イン・ニード2011』の冒頭でもこの楽曲を披露した。12月4日、O2アリーナで開催されたジングルベル・ボールで、「ガッタ・ビー・ユー」と「ワン・シング」の後に「ホワット・メイクス・ユー・ビューティフル」を披露した。2012年2月5日の『ダンシング・オン・アイス』では「ワン・シング」と「ホワット・メイクス・ユー・ビューティフル」を披露した。
2012年2月14日にはイタリアのサンレモ音楽祭で「ホワット・メイクス・ユー・ビューティフル」を披露した。2月22日にはフランスのテレビ番組『ル・グラン・ジャーナル』で「ホワット・メイクス・ユー・ビューティフル」と「ワン・シング」を披露した。3月12日にアメリカのロックフェラー・センターで行われた『トゥデイ』でのパフォーマンスにはファンが約1万5000人集まり、「モア・ザン・ディス」や「ワン・シング」とともに「ホワット・メイクス・ユー・ビューティフル」が披露された。『トゥデイ』のシニア・エンターテインメント・プロデューサーのメリッサ・ロナーによると、これほど多くの人を集めたバンドはジャスティン・ビーバーやクリス・ブラウンなどの既に著名なミュージシャンに限られ、まだヒット曲のないミュージシャンとしては異例であるという。ワン・ダイレクションは3月31日のキッズ・チョイス・アワードでも「ホワット・メイクス・ユー・ビューティフル」を披露した。4月7日にはNBCのコメディ番組『サタデー・ナイト・ライブ』で「ホワット・メイクス・ユー・ビューティフル」と「ワン・シング」を披露し、ソフィア・ベルガラとのスケッチ・コメディーにも参加した。4月15日にオーストラリアで開催された第54回ロギー賞では「ホワット・メイクス・ユー・ビューティフル」と「ワン・シング」を披露した。8月12日、ワン・ダイレクションは2016年夏季オリンピックの開催地であるリオデジャネイロへの引き継ぎとして、2012年ロンドンオリンピックの閉会式で「ホワット・メイクス・ユー・ビューティフル」を披露した。「ホワット・メイクス・ユー・ビューティフル」は12月3日にマディソン・スクエア・ガーデンで行われたワン・ダイレクションのソールドアウト・ショーや、2011年から2012年の「アップ・オール・ナイト・ツアー」と2013年の「テイク・ミー・ホーム・ツアー」でも披露された。

## メディアでの使用
- ワン・ダイレクションが『セサミストリート』シーズン45に出演した際にパロディ曲として「What Makes U Useful」と題した楽曲を披露した[89]。
- 2014年2月22日に放送されたNBCのテレビドラマ『アバウト・ア・ボーイ（英語版）』のパイロット版で、マーカス・ボーワ役のベンジャミン・ストックハムが学校のタレントショーで披露した[90]。

## カバー
- 2012年5月8日に放送されたアメリカのテレビドラマシリーズ『glee/グリー』シーズン3第19話のエピソード「プロム反対運動」でケヴィン・マクヘイル、コード・オーバーストリート、ハリー・シャム・ジュニア、サミュエル・ラーセン（英語版）、ダミアン・マクギンティーによってカバーされた[91]。彼らが演じるアーティ・エイブラムス（英語版）（マクヘイル）、サム・エヴァンス（英語版）（オーバーストリート）、マイク・チャン（英語版）（シャム）、ジョー・ハート（ラーセン）、ローリー・フラナガン（英語版）（マクギンティー）はエピソード内で楽曲をカバーしダンスを披露した[92]。ビルボードのサラ・マロイは『glee/グリー』版を「オリジナル版の音やスタイルをほとんど変えていない」と評価した[92]。
- 2012年7月、ピアノ・ガイズがピアノ・インスト版をYouTubeにアップロードし話題となった[93]。
- 2019年10月10日に放送されたトーク番組『ザ・ケリー・クラークソン・ショー（英語版）』シーズン1でケリー・クラークソンがカバーした[94]。

## シングル収録曲
デジタル・ダウンロードおよびCDシングル
1. "What Makes You Beautiful" – 3:18
2. "Na Na Na" – 3:05

## スタッフ・クレジット
| "What Makes You Beautiful" - トム・コイン – マスタリング - カール・フォーク – 制作、プロデュース、打ち込み、楽器、ギター - セルバン・ゲネア – ミキシング - ジョン・ヘインズ – ミックス・エンジニアリング - サヴァン・コテチャ – 制作 - フィル・シーフォード – ミックス・エンジニアリング補助 - ラミ・ヤコブ – 制作、プロデュース、打ち込み、楽器、ベース | "Na Na Na" - ディック・ビーサム – マスタリング - イアン・ジェームズ – 制作 - サヴァン・コテチャ – 制作 - マット・ローレンス – エンジニアリング - グレッグ・マリオット – エンジニアリング補助 - ジェームズ・マレー – 制作 - マット・スクワイア – 制作、プロデュース、バックボーカル、ミキシング - ムスタファ・オマー – 制作 |

## チャート
| チャート（2011年–2012年）                | 最高順位 |
| ---------------------------------------- | -------- |
| オーストラリア (ARIA)                    | 7        |
| オーストリア (Ö3 Austria Top 40)         | 28       |
| ベルギー (Ultratop 50 Flanders)          | 8        |
| ベルギー (Ultratop 50 Wallonia)          | 19       |
| ブラジル (Billboard Brasil Hot 100)      | 24       |
| ブラジル Hot Pop Songs                   | 6        |
| カナダ (Canadian Hot 100)                | 7        |
| チェコ (Rádio Top 100)                   | 13       |
| デンマーク (Tracklisten)                 | 26       |
| フィンランド (Suomen virallinen lista)   | 20       |
| フランス (SNEP)                          | 39       |
| ドイツ (GfK Entertainment charts)        | 40       |
| アイルランド (IRMA)                      | 1        |
| イタリア (FIMI)                          | 41       |
| 日本 (Japan Hot 100)                     | 3        |
| メキシコ (Billboard Mexican Airplay)     | 1        |
| オランダ (Single Top 100)                | 63       |
| ニュージーランド (Recorded Music NZ)     | 2        |
| スコットランド (Official Charts Company) | 1        |
| スロバキア (Rádio Top 100)               | 42       |
| スペイン (PROMUSICAE)                    | 40       |
| スウェーデン (Sverigetopplistan)         | 29       |
| スイス (Schweizer Hitparade)             | 16       |
| UK シングルス (OCC)                      | 1        |
| US Billboard Hot 100                     | 4        |
| US Adult Contemporary (Billboard)        | 8        |
| US Adult Top 40 (Billboard)              | 5        |
| US Dance Club Songs (Billboard)          | 1        |
| US Pop Airplay (Billboard)               | 3        |
| US Rhythmic (Billboard)                  | 33       |

| チャート（2024年）               | 最高順位 |
| -------------------------------- | -------- |
| Global 200 (Billboard)           | 55       |
| フィリピン (Philippines Hot 100) | 81       |

| チャート（2011年）                   | 順位 |
| ------------------------------------ | ---- |
| オーストラリア (ARIA)                | 69   |
| アイルランド (IRMA)                  | 14   |
| ニュージーランド (Recorded Music NZ) | 28   |
| UK シングルス (OCC)                  | 20   |

| チャート（2012年）                   | 順位 |
| ------------------------------------ | ---- |
| オーストラリア (ARIA)                | 17   |
| ベルギー (Ultratop Flanders)         | 69   |
| ベルギー (Ultratop Wallonia)         | 76   |
| ブラジル (Crowley)                   | 14   |
| カナダ (Canadian Hot 100)            | 13   |
| フランス (SNEP)                      | 122  |
| 日本 (Japan Hot 100)                 | 15   |
| ニュージーランド (Recorded Music NZ) | 28   |
| スウェーデン (Sverigetopplistan)     | 62   |
| スイス (Schweizer Hitparade)         | 66   |
| UKシングルス (OCC)                   | 85   |
| US Billboard Hot 100                 | 10   |
| US Adult Contemporary (Billboard)    | 15   |
| US Adult Top 40 (Billboard)          | 23   |
| US Mainstream Top 40 (Billboard)     | 15   |

| チャート（2013年） | 順位 |
| ------------------ | ---- |
| UKシングルス (OCC) | 182  |

| チャート（2010–2019年） | 順位 |
| ----------------------- | ---- |
| オーストラリア (ARIA)   | 81   |

## 認定
| 国/地域 | 認定         | 認定/売上数 |
| --- | ------------ | ----------- |
| オーストラリア (ARIA)                                                                                               | 13× Platinum | 910,000     |
| ベルギー (BEA) | Gold         | 15,000*     |
| カナダ (Music Canada)                                                                                               | 8× Platinum  | 640,000     |
| デンマーク (IFPI Danmark)                                                                                           | Gold         | 15,000^     |
| ドイツ (BVMI) | Gold         | 150,000     |
| イタリア (FIMI) | Platinum     | 30,000*     |
| 日本 (RIAJ) | Platinum     | 250,000*    |
| メキシコ (AMPROFON)                                                                                                 | 3× Platinum  | 180,000     |
| ニュージーランド (RMNZ)                                                                                             | 5× Platinum  | 150,000     |
| ノルウェー (IFPI Norway)                                                                                            | 7× Platinum  | 70,000*     |
| スペイン (PROMUSICAE)                                                                                               | Platinum     | 60,000      |
| スウェーデン (GLF)                                                                                                  | 4× Platinum  | 160,000     |
| スイス (IFPI Switzerland)                                                                                           | Platinum     | 30,000^     |
| イギリス (BPI) | 3× Platinum  | 1,940,000   |
| アメリカ合衆国 (RIAA)                                                                                               | 4× Platinum  | 4,888,000   |
| ストリーミング |              |             |
| デンマーク (IFPI Danmark)                                                                                           | 2× Platinum  | 3,600,000   |
| 日本 (RIAJ) | Platinum     | 100,000,000 |
| * 認定のみに基づく売上数 · ^ 認定のみに基づく出荷枚数 · 認定のみに基づく売上数と再生回数 · 認定のみに基づく再生回数 |              |             |

## リリース日一覧
| 地域             | 日             | 規格                             | レーベル             |
| ---------------- | -------------- | -------------------------------- | -------------------- |
| オーストラリア   | 2011年9月11日  | デジタル・ダウンロード           | サイコ・ミュージック |
| ベルギー         | 2011年9月11日  | デジタル・ダウンロード           | サイコ・ミュージック |
| チェコ           | 2011年9月11日  | デジタル・ダウンロード           | サイコ・ミュージック |
| デンマーク       | 2011年9月11日  | デジタル・ダウンロード           | サイコ・ミュージック |
| フィンランド     | 2011年9月11日  | デジタル・ダウンロード           | サイコ・ミュージック |
| フランス         | 2011年9月11日  | デジタル・ダウンロード           | サイコ・ミュージック |
| ドイツ           | 2011年9月11日  | デジタル・ダウンロード           | サイコ・ミュージック |
| アイルランド     | 2011年9月11日  | デジタル・ダウンロード           | サイコ・ミュージック |
| イタリア         | 2011年9月11日  | デジタル・ダウンロード           | サイコ・ミュージック |
| オランダ         | 2011年9月11日  | デジタル・ダウンロード           | サイコ・ミュージック |
| ニュージーランド | 2011年9月11日  | デジタル・ダウンロード           | サイコ・ミュージック |
| ノルウェー       | 2011年9月11日  | デジタル・ダウンロード           | サイコ・ミュージック |
| ポルトガル       | 2011年9月11日  | デジタル・ダウンロード           | サイコ・ミュージック |
| ルーマニア       | 2011年9月11日  | デジタル・ダウンロード           | サイコ・ミュージック |
| スペイン         | 2011年9月11日  | デジタル・ダウンロード           | サイコ・ミュージック |
| スウェーデン     | 2011年9月11日  | デジタル・ダウンロード           | サイコ・ミュージック |
| スイス           | 2011年9月11日  | デジタル・ダウンロード           | サイコ・ミュージック |
| イギリス         | 2011年9月11日  | デジタル・ダウンロード           | サイコ・ミュージック |
| イギリス         | 2011年9月12日  | CDシングル                       | サイコ・ミュージック |
| オーストラリア   | 2011年10月4日  | コンテンポラリー・ヒット・ラジオ | サイコ・ミュージック |
| オーストラリア   | 2011年11月25日 | CDシングル                       | サイコ・ミュージック |
| ドイツ           | 2011年12月2日  | CDシングル                       | サイコ・ミュージック |
| カナダ           | 2012年1月31日  | デジタル・ダウンロード           | コロムビア・レコード |
| アメリカ合衆国   | 2012年2月14日  | デジタル・ダウンロード           | コロムビア・レコード |
| アメリカ合衆国   | 2012年2月28日  | コンテンポラリー・ヒット・ラジオ | コロムビア・レコード |